# Décès en décembre 1959
Décès
- 1955
- 1956
- 1957
- 1958
- 1959
- 1960
- 1961
- 1962
- 1963

Pour une information complémentaire, voir la page d'aide.

| Date         | Nom                    | Pays                          | Activités                                     | Âge | Source |
| ------------ | ---------------------- | ----------------------------- | --------------------------------------------- | --- | ------ |
| 1er décembre | Josef Čada             | Drapeau de la Tchécoslovaquie | Gymnaste artistique tchécoslovaque.           | 78  |        |
| 5 décembre   | Percival Davson        | Drapeau du Royaume-Uni        | Escrimeur et joueur de tennis britannique.    | 82  |        |
| 5 décembre   | Frank Schell           | Drapeau des États-Unis        | Rameur d'aviron américain.                    | 75  |        |
| 8 décembre   | Iivari Kyykoski        | Drapeau de la Finlande        | Gymnaste artistique finlandais.               | 78  |        |
| 9 décembre   | Franz König            | Drapeau de la Suisse          | Footballeur suisse.                           | 85  |        |
| 11 décembre  | Gustaf Johnsson        | Drapeau de la Suède           | Gymnaste artistique suédois.                  | 69  |        |
| 14 décembre  | Lizzy Ansingh          | Drapeau des Pays-Bas          | Artiste peintre néerlandaise.                 | 84  |        |
| 21 décembre  | Arvi Pohjanpää         | Drapeau de la Finlande        | Gymnaste artistique finlandais.               | 72  |        |
| 23 décembre  | Emil Ketterer          | Drapeau de l'Allemagne        | Athlète, médecin et homme politique allemand. | 76  |        |
| 24 décembre  | William Cameron Forbes | Drapeau des États-Unis        | Banquier d'affaires et diplomate américain.   | 89  |        |
| 25 décembre  | Zoltán Blum            | Drapeau de la Hongrie         | Joueur et entraîneur de football hongrois.    | 67  |        |
| 27 décembre  | Shah Mahmud Khan       | Drapeau de l'Afghanistan      | Homme politique afghan.                       | 72  |        |
| 28 décembre  | Daniel Gillois         | Drapeau de la France          | Cavalier français.                            | 71  |        |
| 31 décembre  | Henryk Alszer          | Drapeau de la Pologne         | Footballeur polonais.                         | 41  |        |